# Hong Kong Disneyland
Hong Kong Disneyland (cinese tradizionale: 香港迪士尼樂園; cinese semplificato: 香港迪士尼乐园; pinyin: Xiānggǎng Díshìnílèyuán; cantonese yale: heung1 gong2 dik6 si6 nei4 lok6 yun4) è un parco di divertimento aperto il 12 settembre 2005 facente parte del complesso Hong Kong Disneyland Resort, è il quinto parco costruito dalla Walt Disney ed il primo in Cina. La proprietà e la gestione sono della società Hong Kong International Theme Parks, a sua volta posseduta in parti uguali da The Walt Disney Company e dal governo di Hong Kong.
La Disney ha cercato di evitare problemi di origine culturale integrando principi cinesi, come il feng shui, nella realizzazione del complesso. Il parco riprende lo schema radiale di Disneyland ed è suddiviso in sette aree tematiche: Main Street U.S.A., Fantasyland, Adventureland, Tomorrowland, Toy Story Land, Grizzly Gulch e Mystic Point; non è presente l'area Frontierland, dato che in Cina è assente il concetto di Far West su cui dovrebbe essere basata, ma l'area Grizzly Gulch, aperta nel 2012, ne riprende in parte lo stile.
Il personale del parco comunica con gli ospiti in inglese ed in cinese, inclusi i dialetti cantonese e cinese. Le guide sono stampate sia in cinese semplificato che tradizionale, oltre che in giapponese ed inglese.

## Il parco

### Storia
Nell'agosto 1998, lo stesso anno di uscita del film di animazione Disney, Mulan, ambientato appunto in Cina, The Walt Disney Company e il governo di Hong Kong annunciano la loro intenzione di costruire un parco divertimenti a tema a Hong Kong, il secondo in Asia (dopo Tokyo Disneyland) e il primo in Cina. I funzionari erano ottimisti sul fatto che i primi 40 anni di attività di Disneyland avrebbero fruttato vantaggi netti per 148 miliardi di dollari e avrebbero portato a una crescita annua del PIL di 0,4 punti percentuali.
Nel febbraio 1999, Penny's Bay, nell'isola di Lantau viene annunciato come il futuro sito dell'Hong Kong Disneyland Resort. Il 10 dicembre dello stesso anno la Walt Disney Company e il governo di Hong Kong firmano un accordo per la costruzione del parco.

### Costruzione

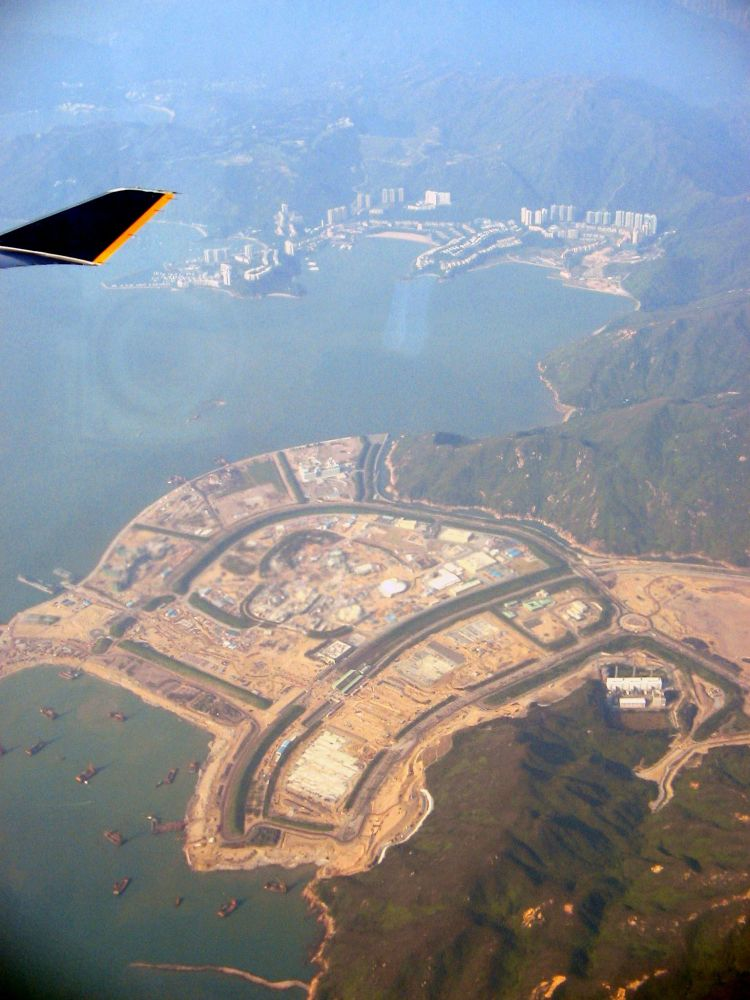
Una veduta aerea del sito di Hong Kong Disneyland nel 2004 durante la sua costruzione.

I lavori per la costruzione di Hong Kong Disneyland iniziarono nel gennaio 2003. L'area di Penny's Bay era precedentemente sede di un cantiere navale noto come Cantiere Navale Cheoy Lee; ci sono voluti diversi mesi prima che l'area fosse riempita e trasformata in un'area adatta per la costruzione. I lavori subirono parecchi arresti e sobbalzi tra cui figurarono gli allarmi per l'epidemia SARS, una protesta sindacale, un allarme da intossicazione alimentare e le minacce di boicottaggio da parte di una delle più grandi star di Hong Kong, Daniel Wu Yin-cho.
In uno dei progetti di costruzione di parchi di divertimento Disney più veloci che sia mai esistito, il parco divenne pronto e operativo in poco più di 2 anni, nel settembre 2005.

### Inaugurazione

Il castello originale prima del restyling.

Per l'inaugurazione venne organizzato un evento chiamato "Welcome to the Magic", pensato inizialmente per coinvolgere star internazionali, ma alla fine solo cantanti novizi e attori poco noti salirono sul palco.
Hong Kong Disneyland aprì le sue porte al pubblico il 12 settembre 2005 con fuochi d'artificio e spettacoli musicali. Fece la storia come il primo parco a tema di questo tipo in Cina e come il più piccolo parco Disneyland nel mondo. Il parco infatti aprì al pubblico con solamente le aree Main Street U.S.A., Fantasyland, Adventureland e un Hotel. Poco dopo aprì anche Tomorrowland con tante nuove attrazioni. Qualche anno dopo aprirono ad Adventureland lo show del Re leone e l'albero di Tarzan e in seguito aprirono Autopia e It's a Small World.

### Anniversari

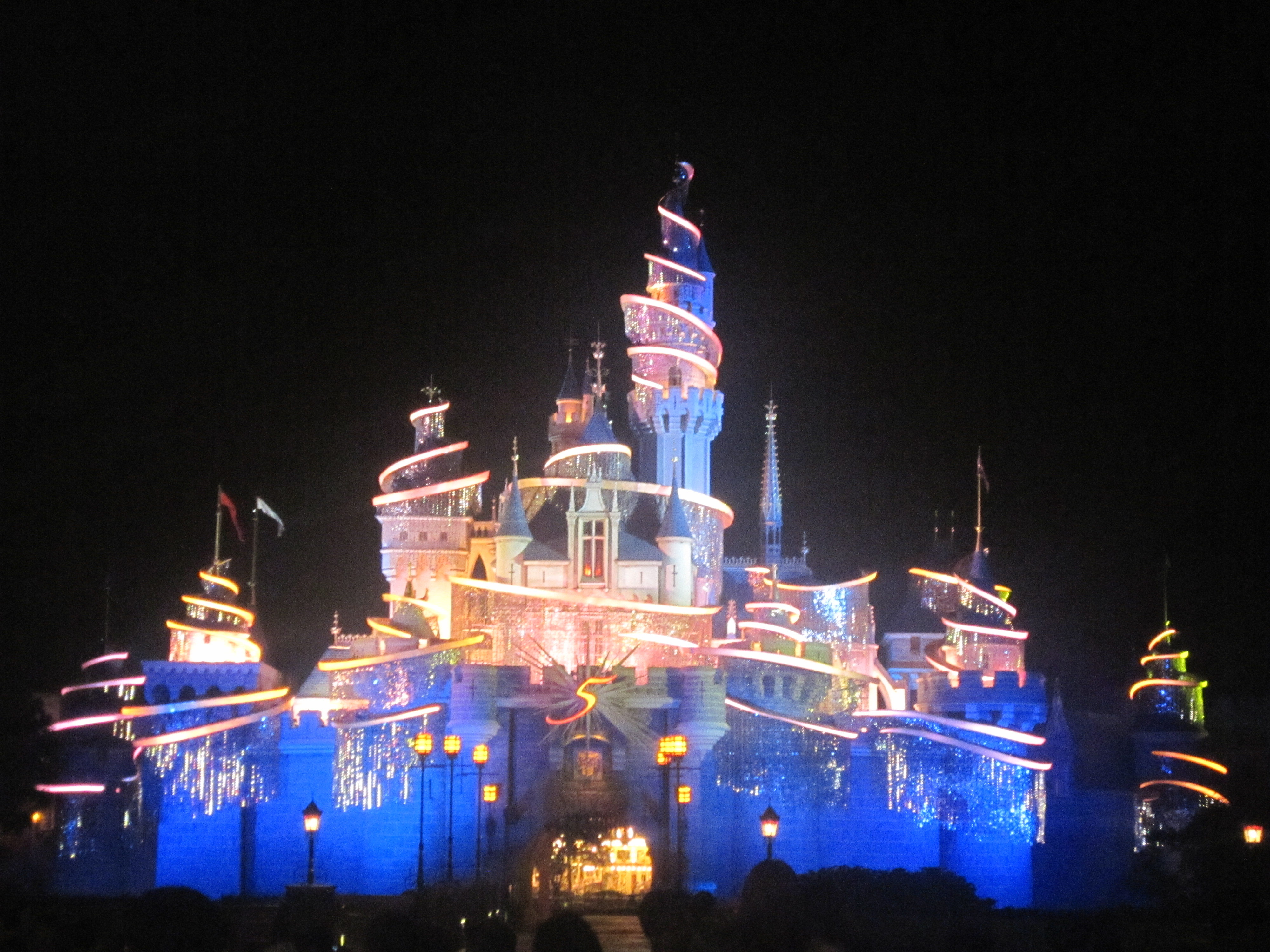
Il castello addobbato per celebrare i 5 anni del parco.

Per l'occasione del 5º anniversario del parco, nel giugno 2010, Steve Davidson, il creatore dello spettacolo Disney's World Of Color del Disney California Adventure, ha lavorato sul progetto della parata per i 5 Anni di Hong Kong Disneyland. Il nome ufficiale della celebrazione è stata Celebration in the Air.
Il 12 settembre del 2015 Hong Kong Disneyland ha compiuto 10 anni. Il parco ha celebrato il 10º anniversario con una nuova celebrazione chiamata Happily Ever After.

### Problemi nello sviluppo e ripresa

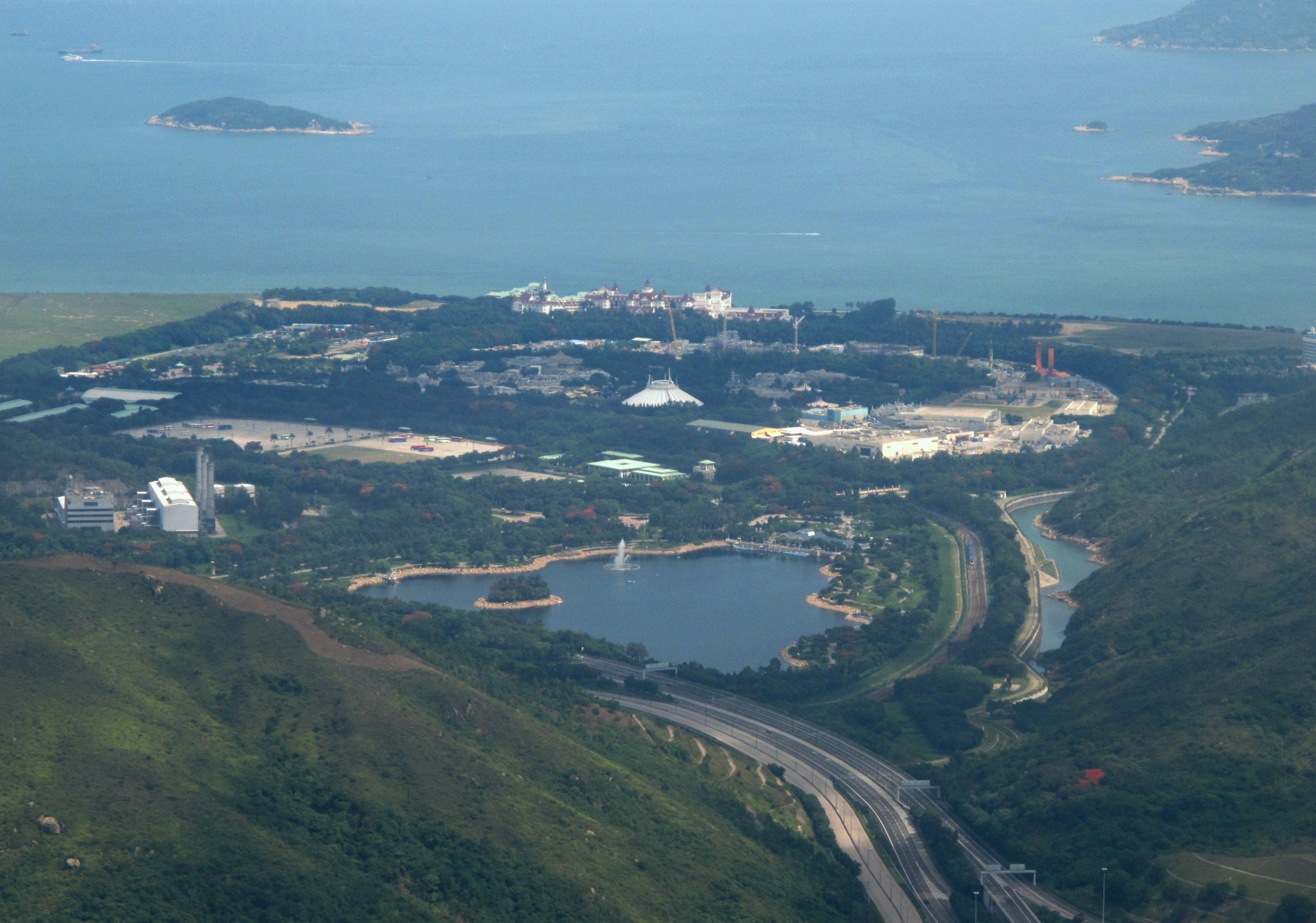
Una veduta aerea di Hong Kong Disneyland resort come appariva nel 2011.

L'affluenza del pubblico nel parco non è stata inizialmente abbondante come previsto, attirando 5,2 milioni di visitatori nel suo primo anno, 400.000 meno del suo obiettivo di 5,6 milioni, e ciò si era rivelato un punto critico. Così si decise di aggiungere nuove attrazioni come Autopia, It's a Small World, Mickey's Philharmagic e lo spettacolo del Re leone.
Grazie a queste attrazioni si riprese negli anni seguenti.
Inizialmente c'era stata preoccupazione riguardo al fatto che l'apertura di Shanghai Disneyland nel 2016 avrebbe potuto infliggere un duro colpo al parco di Hong Kong. La direzione ha sostenuto che un paese grande quanto la Cina ha spazio per due Disneyland, ma, secondo alcuni analisti, c'è stato ugualmente un impatto economico. Alcuni si sono chiesti se fosse ancora un affare profittevole, riferendosi alla quota del governo cinese del 53% sul parco che, secondo gli accordi finanziari, metterebbe i contribuenti in una posizione sleale. I contribuenti di Hong Kong hanno infatti pagato la maggior parte del costo di costruzione di 3,5 miliardi di dollari. Il governo non avrebbe ricevuto un singolo dollaro in pagamenti di dividendi, mentre la società americana madre ha ricevuto una quantità non specificata di commissioni di gestione e royalties ogni anno, indipendentemente dalle prestazioni aziendali.
L'afflusso di pubblico è aumentato del 3% salendo a 6,2 milioni di ospiti nel 2017. Tuttavia, il parco ha raddoppiato le perdite nette per l'anno, che sono passate da poco meno di 22 milioni di dollari a poco più di 44 milioni. La perdita, a fronte dell'aumento dei visitatori, è dovuta al fatto che Hong Kong Disneyland ha speso molto per le nuove attrazioni e per la nuova espansione del parco.

### Nuovo castello

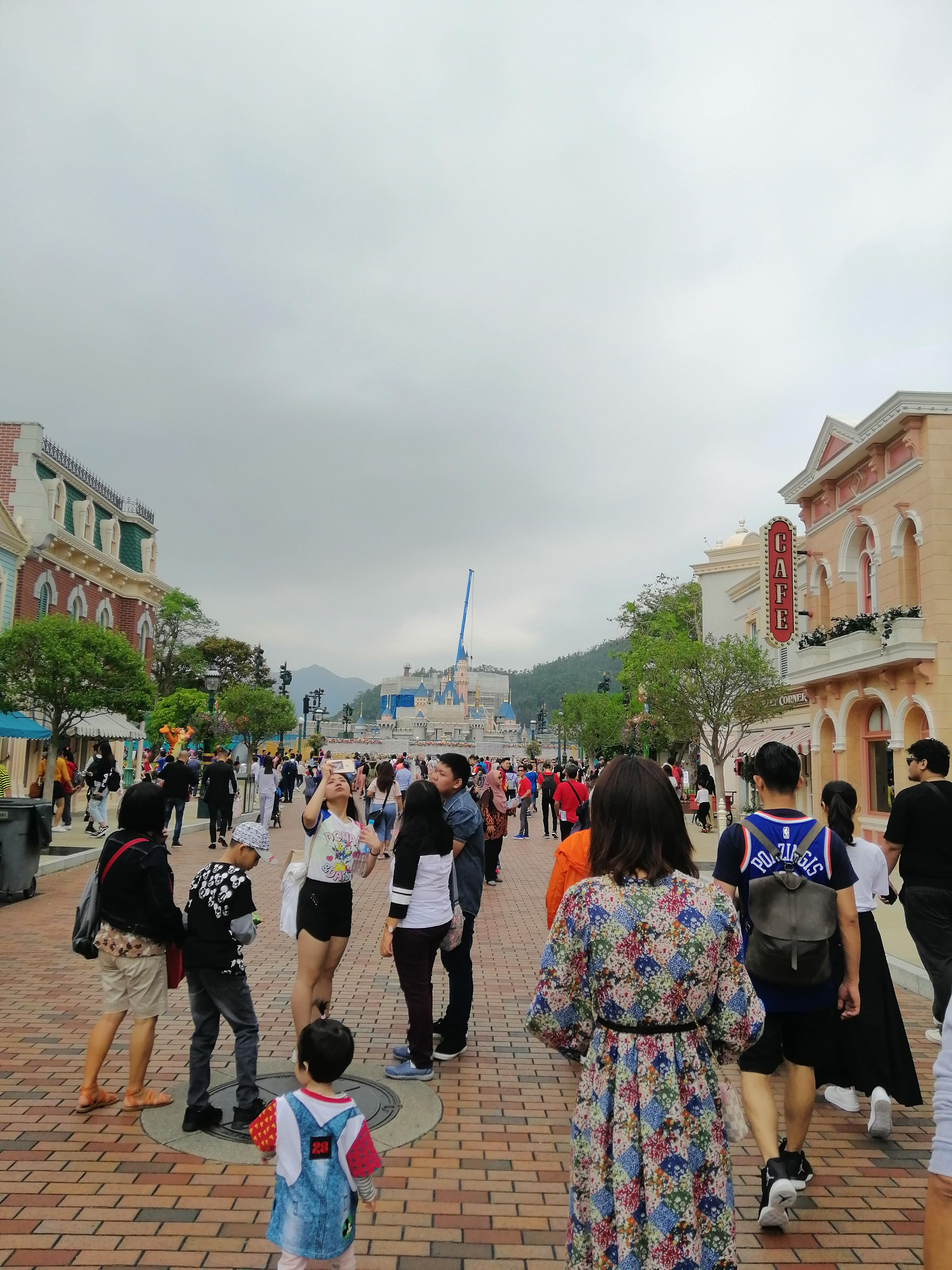
Lavori in corso durante la trasformazione del castello originale.

Il 1º gennaio 2018 è stato annunciato che il parco avrebbe avuto presto un nuovo castello completamente modificato che sarebbe stato inaugurato nel corso del 2020. Nonostante il castello originale di Hong Kong Disneyland fosse una perfetta replica di quello del Disneyland originale in California, l'unico inaugurato in vita da Walt Disney in persona, molti non hanno gradito la semplicità del castello che, inoltre, appariva sminuito dalle enormi montagne di Lantau alle spalle, e pertanto un completo restiling è stato annunciato. Tale restiling ha visto la costruzione di nuove torri più alte, un nuovo colore e nuove sezioni del castello che sono andate ad integrarsi con quelle esistenti del castello originale. Il nuovo castello, il Castle of Magical Dreams, è caratterizzato da un mix di stili architettonici ispirati a culture diverse, rendendo omaggio alle molteplici storie delle principesse Disney. Il castello ha visto la luce, nella sua quasi completezza, per la prima volta il 18 giugno 2020. Il Castle of Magical Dreams è stato ufficialmente inaugurato il 20 novembre 2020 con una cerimonia di inaugurazione chiamata "15 Years of Magical Dreams" che ha dato anche il via alle celebrazioni per il 15º anniversario del parco.

### Crisi per la pandemia
A causa della pandemia di Covid-19, il resort ha chiuso e riaperto più volte nel periodo 2020-2022 con una conseguente crisi finanziaria e perdite stimate intorno a 1 milione di dollari al giorno per ogni giorno di chiusura e un calo del numero totale di visitatori del -73%. La Disney aveva inizialmente opzionato di acquistare un appezzamento di terreno vicino al suo parco a tema di Hong Kong che doveva consentire una futura espansione, ma, a causa della precaria situazione finanziaria che si è venuta a creare dopo la pandemia, il governo della città ha dichiarato che non avrebbe esteso l'opzione. Il governo ha spiegato la scelta dicendo che era più prudente concentrarsi sullo sviluppo e sull'espansione del parco e del resort già esistenti nei prossimi anni piuttosto che sull'espansione geografica e la costruzione di un nuovo parco.

## Chiusure straordinarie
Il 16 e il 17 settembre 2018, il parco ha chiuso in via straordinaria a causa del passaggio del tifone Mangkhut che, coi suoi venti a 185 km/h, ha devastato la città di Hong Kong e ha causato la caduta di alberi e svariati altri danni al parco.
Il 26 gennaio 2020, vista la rapida diffusione del virus SARS-CoV-2, viene inizialmente decisa la chiusura in via precauzionale del solo parco ma, a causa del rapido diffondersi dell'epidemia, dal 1º febbraio 2020 è stato deciso di chiudere tutto il resort, ovvero anche gli hotel e i ristoranti di Hong Kong Disneyland.
Il parco ha riaperto i battenti il 18 giugno 2020, dopo oltre 4 mesi di chiusura, con restrizioni sanitarie quali la misurazione obbligatoria della temperatura corporea, l'obbligo di mascherine e il distanziamento sociale, oltre che con una capienza ridotta di visitatori.
Il parco ha richiuso di nuovo al pubblico il 15 luglio 2020, dopo soli 26 giorni dalla riapertura, a seguito dell'aumento di casi di Covid nella regione, e ha riaperto nuovamente il 25 settembre 2020 per poi richiudere nuovamente il 2 dicembre 2020 e riaprire il 19 febbraio 2021.
Il resort ha chiuso nuovamente, a causa dell'aumento di casi della variante Omicron, il 7 gennaio 2022 per riaprire poi il 20.

## Aree a Tema
Attualmente Hong Kong Disneyland ha sette aree tematiche. Ne sono previste altre due. Le attrazioni riportate sono sia quelle attive all'apertura del parco che quelle nuove aggiunte in seguito:

### Main Street U.S.A.

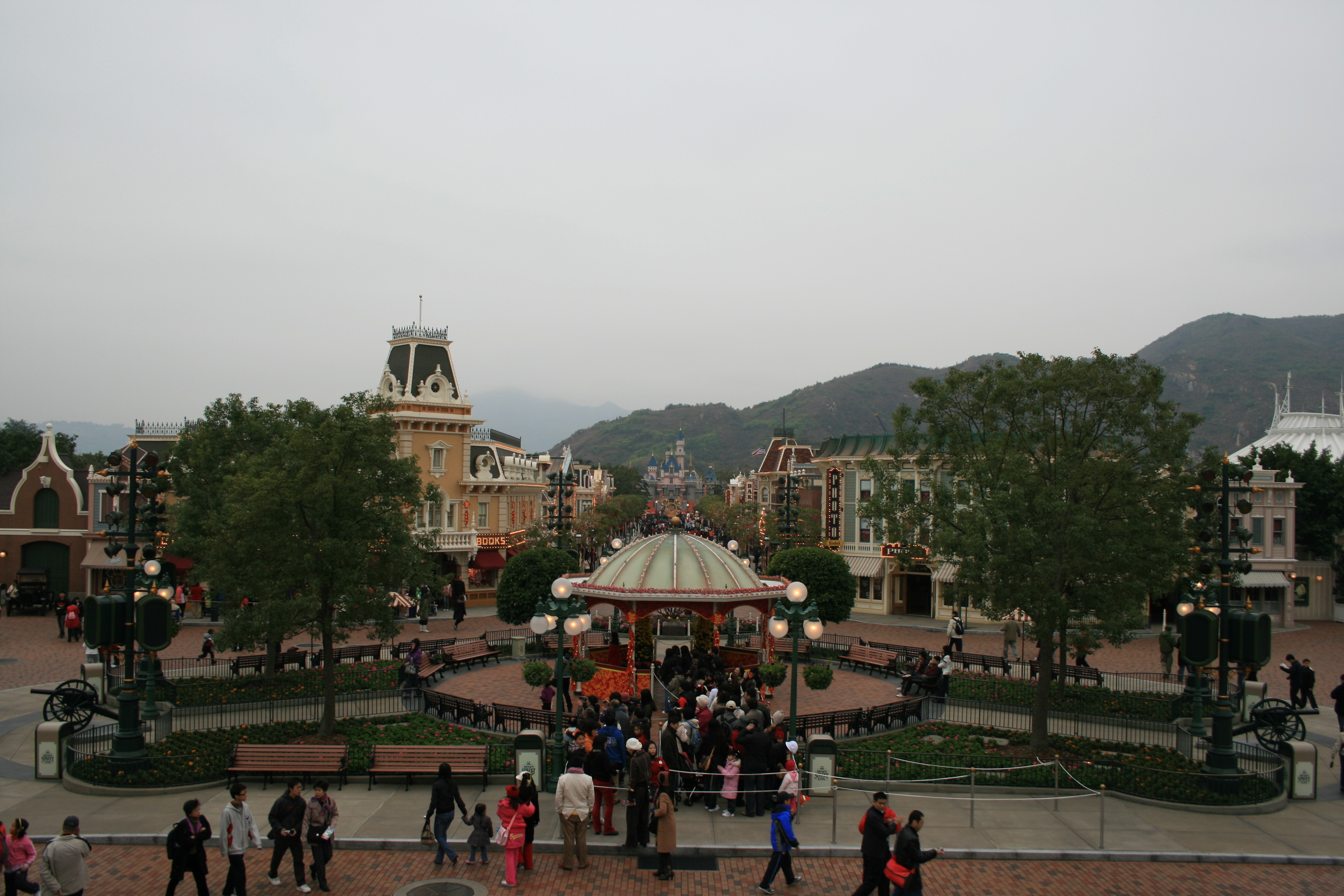
Main Street U.S.A. a Hong Kong Disneyland.

Ricostruzione di una città di inizio '900 ispirata alla città di Marceline, città in cui passò l'infanzia Walt Disney.
Attrazioni
- Art of Animation
- Animation Academy
- City Hall
- Disney in the Stars
- Disney on Parade
- Disney Paint the Night Nighttime Spectacular
- Flights of Fantasy Parade
- Hong Kong Disneyland Band
- Hong Kong Disneyland Railroad
- Main Street Vehicles
- Ragtime Piano

Attrazioni chiuse
- Dapper Dans (2007–2008)
- High School Musical: LIVE! (2008–2011)

Ristoranti
- Corner Cafe
- Market House Bakery
- Plaza Inn
- Popcorn, Cotton Candy, Frozen Lollipops Cart
- Quick Bites
- Sandwiches, Coffee Corner

Shopping
- Castle View Gifts
- Centennial Hall
- Center Street Boutique
- Emporium
- Flower St. Boutique
- Main Street Cinema: My Journeys with Duffy
- Main Street Sweets
- Silhouette Studio
- The Curiosity Shop
- Town Square Photo
- Town Square Sundries
- Victorian Collection

### Fantasyland

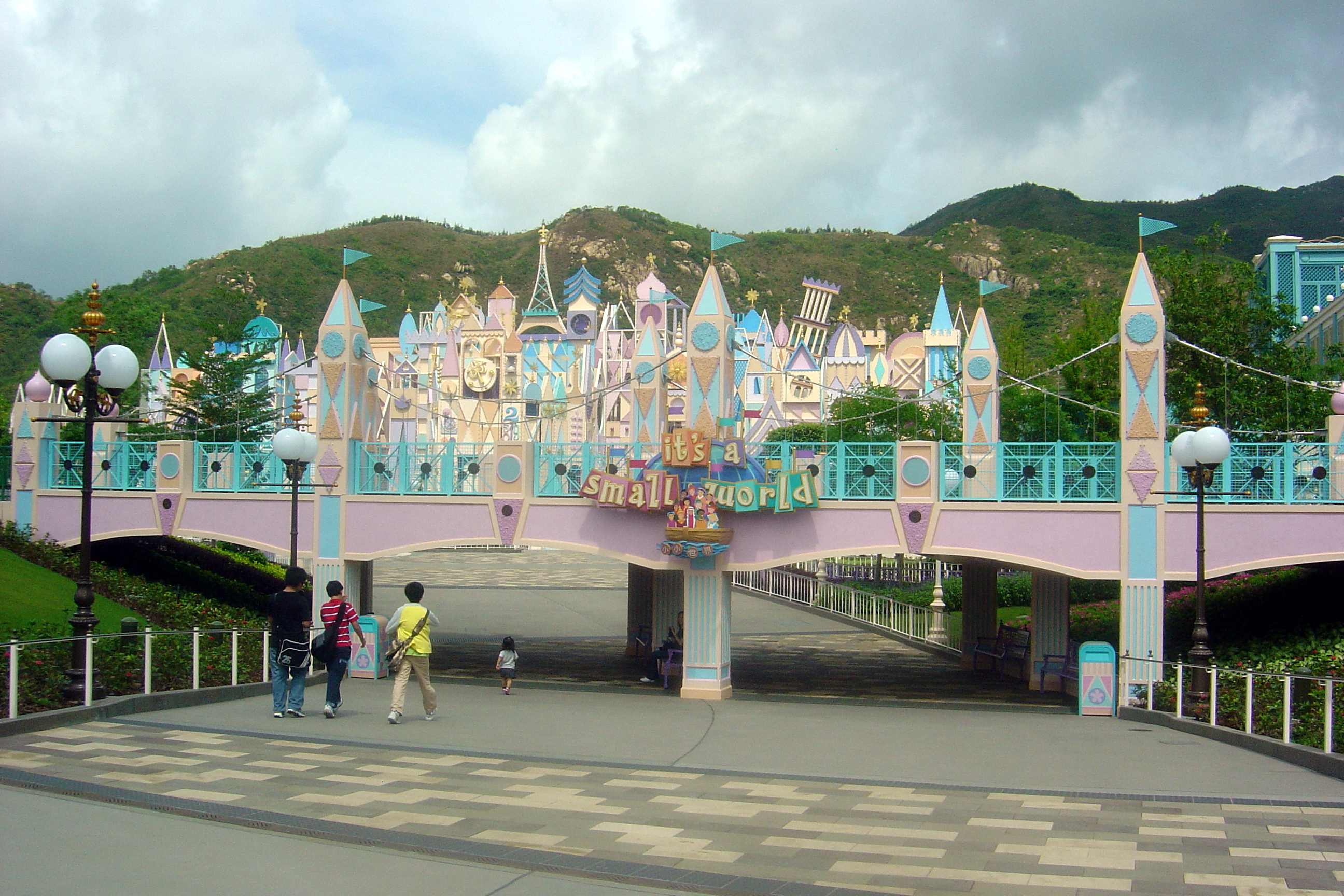
L'esterno dell'attrazione It's a Small World a Fantasyland a Hong Kong Disneyland.

Un mondo ispirato alle fiabe del mondo Disney.
Attrazioni
- Cinderella Carousel
- Dumbo the Flying Elephant
- Fairy Tale Forest - presented by PANDORA
- Fantasy Gardens
- Hong Kong Disneyland Railroad - Fantasyland Station
- It's a Small World
- Mad Hatter Tea Cups
- The Many Adventures of Winnie the Pooh
- Mickey and the Wondrous Book
- Mickey's PhilharMagic
- Olaf's Frozen Adventure Character Greeting
- Snow White Grotto
- Sword in the Stone

Ristoranti
- Clopin's Festival of Foods
- Popcorn, Cotton Candy, Frozen Lollipops Cart
- Royal Banquet Hall
- Small World Ice Cream
- Soya Chicken Leg, Corn on the Cob, Frozen Lollipops Cart

Shopping
- Merchandise Carts
- Merlin's Magic Portraits
- Merlin's Treasures
- Pooh Corner
- Storybook Shoppe

### Tommorowland

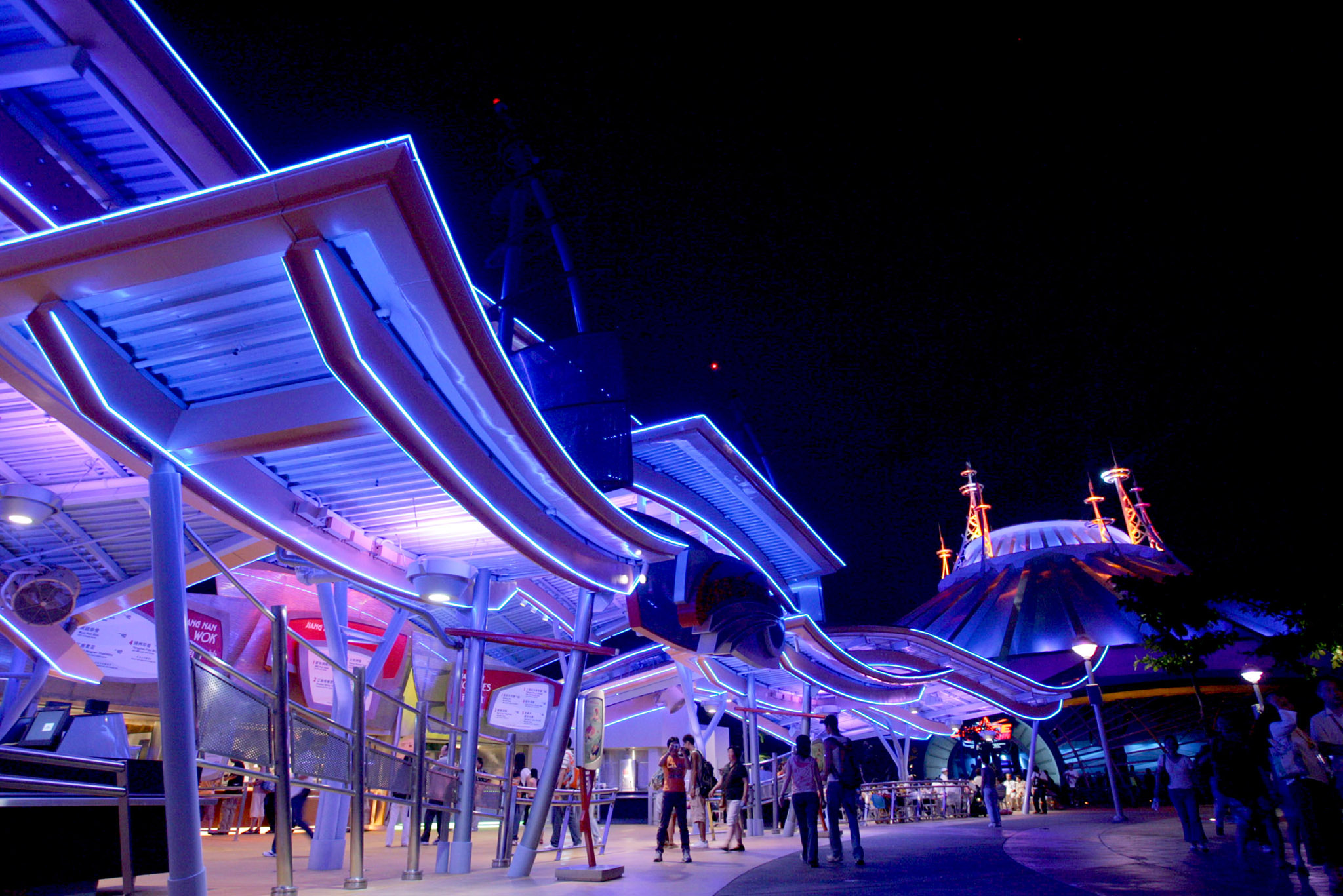
Tomorrowland a Hong Kong Disneyland.

La terra ispirata al futuro e allo spazio.
Attrazioni
- Hyperspace Mountain
- Iron Man Experience
- Iron Man Tech Showcase – Presented by Stark Industries
- Jedi Training: Trials of the Temple
- Orbitron
- Star Wars: Command Post

Attrazioni chiuse
- Muppet Mobile Lab (2008–2013)
- Autopia (2006–2016)
- Stitch Encounter (2006–2016)
- UFO Zone (2006–2016)
- Buzz Lightyear Astro Blasters (2005–2017)

Ristoranti
- BB-8 Snack Cart
- Comet Café
- Starliner Diner

Shopping
- Expo Shop
- Space Traders

### Adventureland

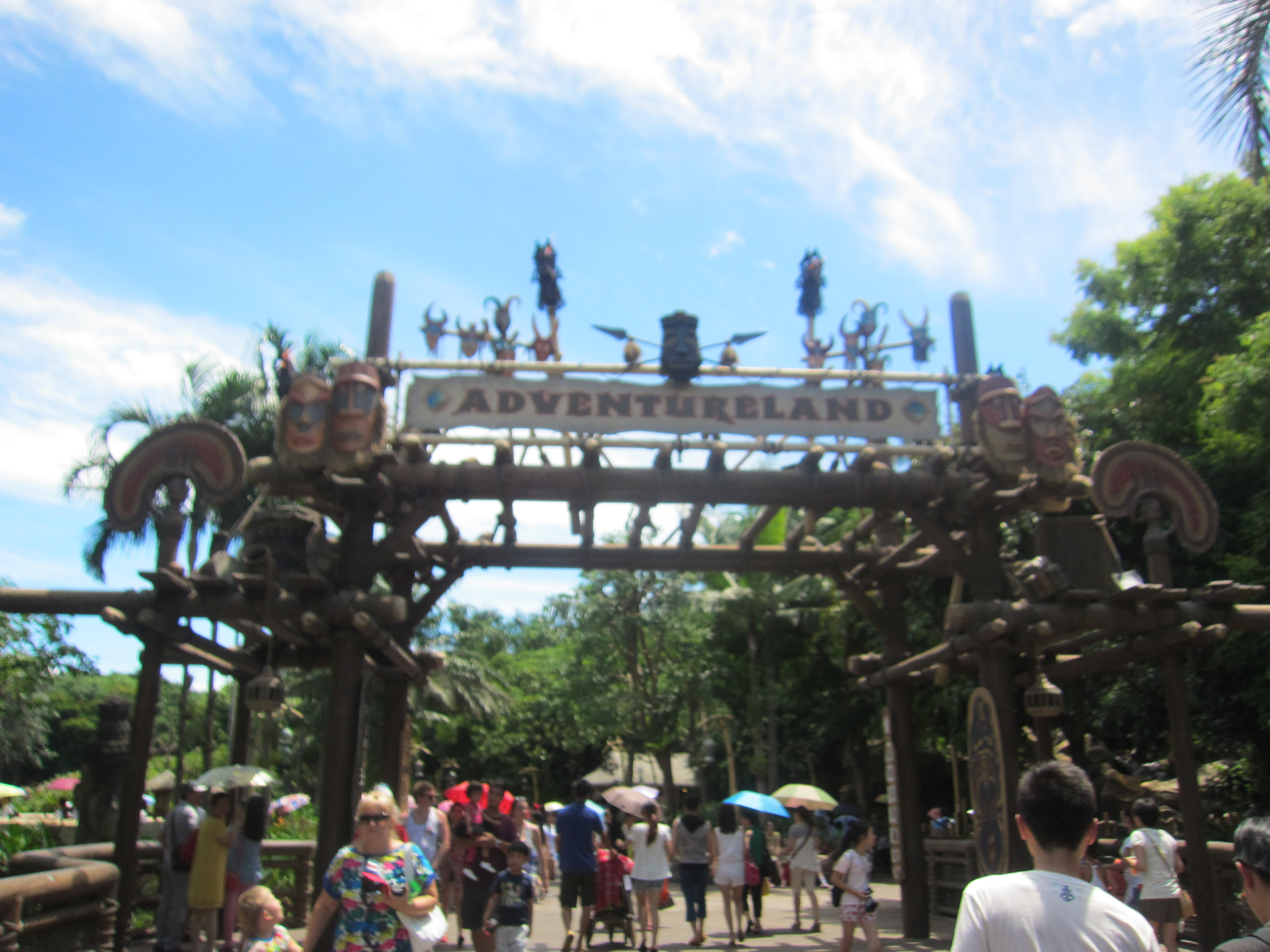
Adventureland a Hong Kong Disneyland.

La terra ispirata alle giungle e all'avventura.
Attrazioni
- Festival of the Lion King
- Jungle River Cruise
- Jungle Drumming
- Liki Tikis
- Moana: A Homecoming Celebration
- Tarzan's Treehouse

Attrazioni chiuse
- Lucky the Dinosaur (2005–2006)
- Jungle Puppet Carnival (2005–2009)

Ristoranti
- Outdoor vending cart
- River View Cafe
- Safari Snacks
- Tahitian Terrace

Shopping
- Merchandise carts
- Professor Porter's Trading Post

### Toy Story Land

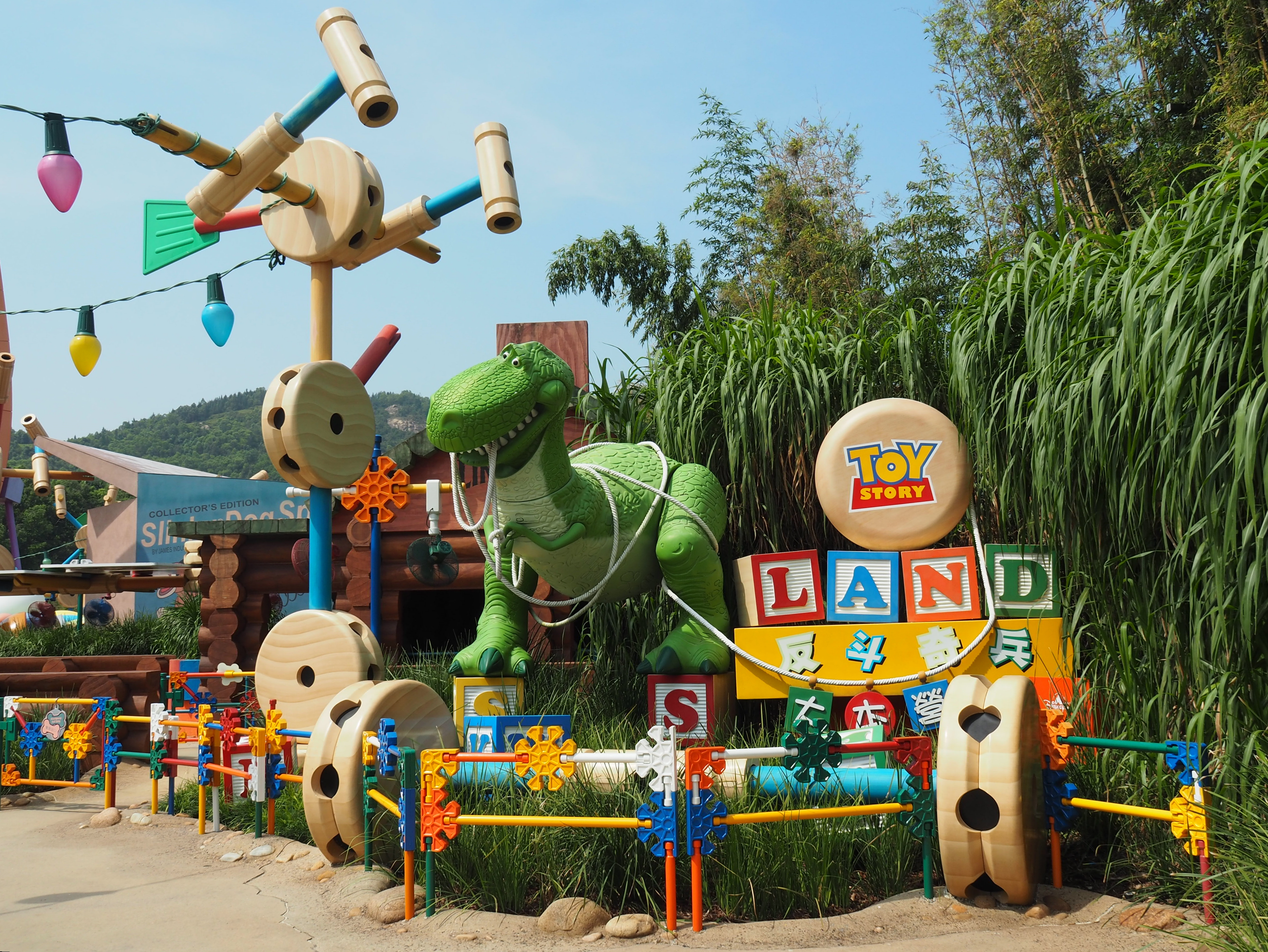
Toy Story Land a Hong Kong Disneyland.

Area giochi dedicata al mondo di Toy Story.
Attrazioni
- Barrel of Fun
- Cubot
- RC Racer
- Slinky Dog Spin
- Toy Soldier Boot Camp
- Toy Soldiers Parachute Drop

Ristoranti
- Frozen Lollipops Cart
- Jessie's Snack Roundup

Shopping
- Andy's Engine
- Andy's Toy Box

### Grizzly Gulch

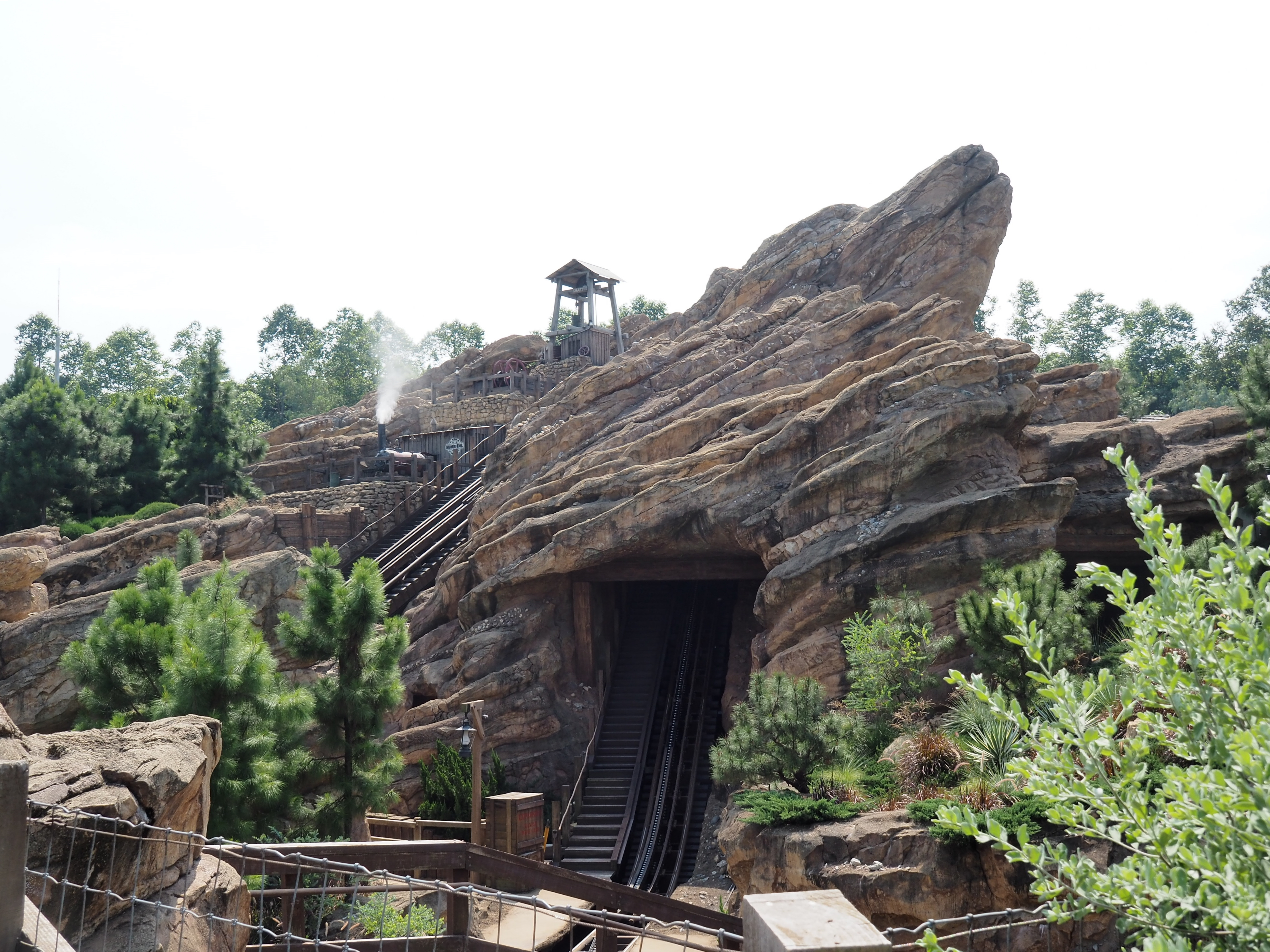
Grizzly Gulch a Hong Kong Disneyland.

Area ispirata a una vecchia città mineraria abbandonata ricca di montagne e foreste.
Attrazioni
- Big Grizzly Mountain Runaway Mine Cars
- Geyser Gulch
- Welcome Wagon Show
- Wild West Photo Fun

Ristoranti
- Lucky Nugget Saloon

Shopping
- Bear Necessities

### Mystic Point

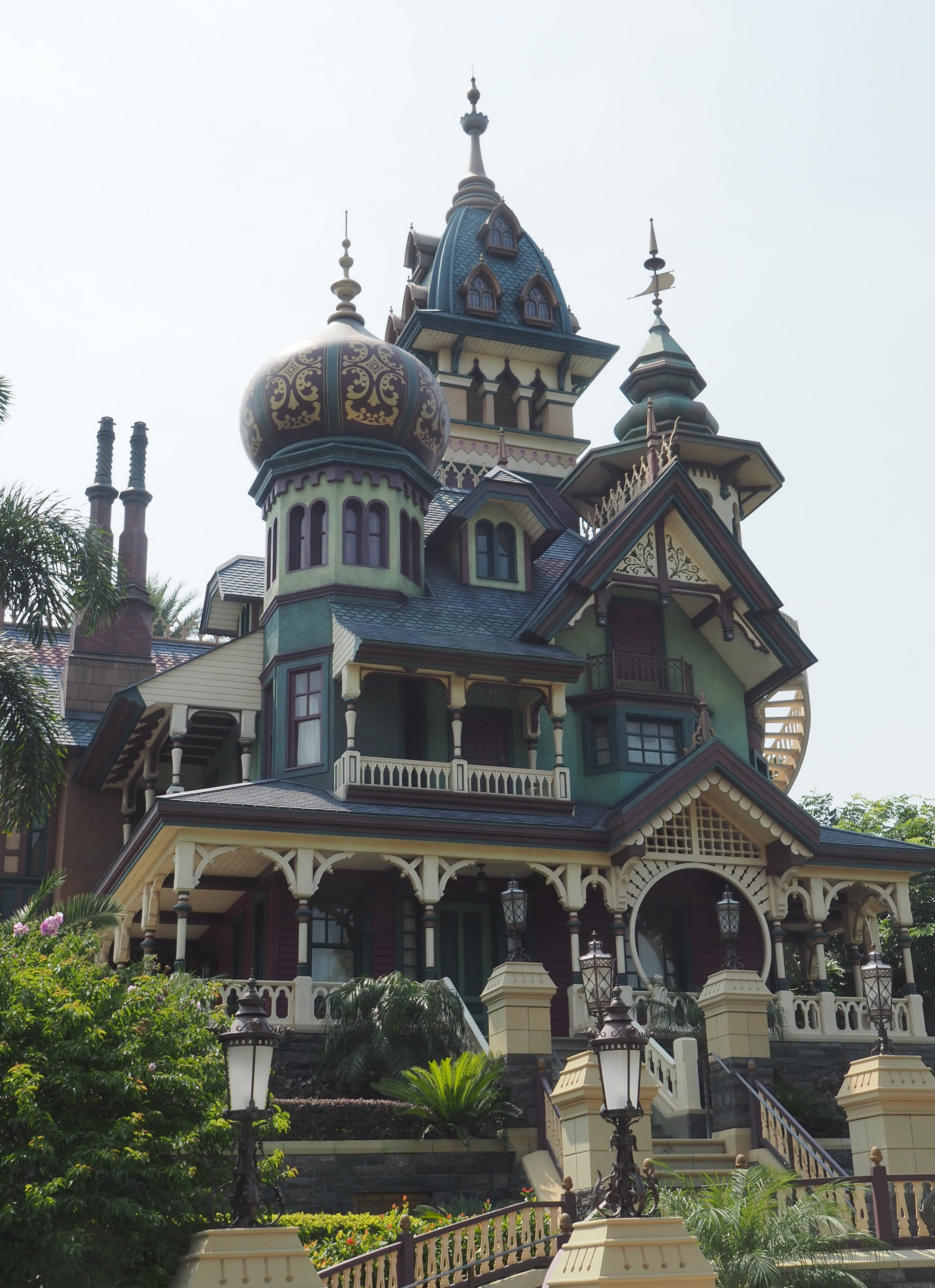
Mystic Manor a Hong Kong Disneyland.

Un'area ambientata nel 1909 nell'avamposto di un avventuriero stabilitosi nel 1896 in una fitta foresta pluviale inesplorata circondata da forze misteriose ed eventi soprannaturali.
Attrazioni
- Mystic Manor
- Garden of Wonders
- Mystic Point Freight Depot

Ristoranti
- Explorer's Club Restaurant
- Frozen Lollipops Cart

Shopping
- The Archive Shop

### World of Frozen

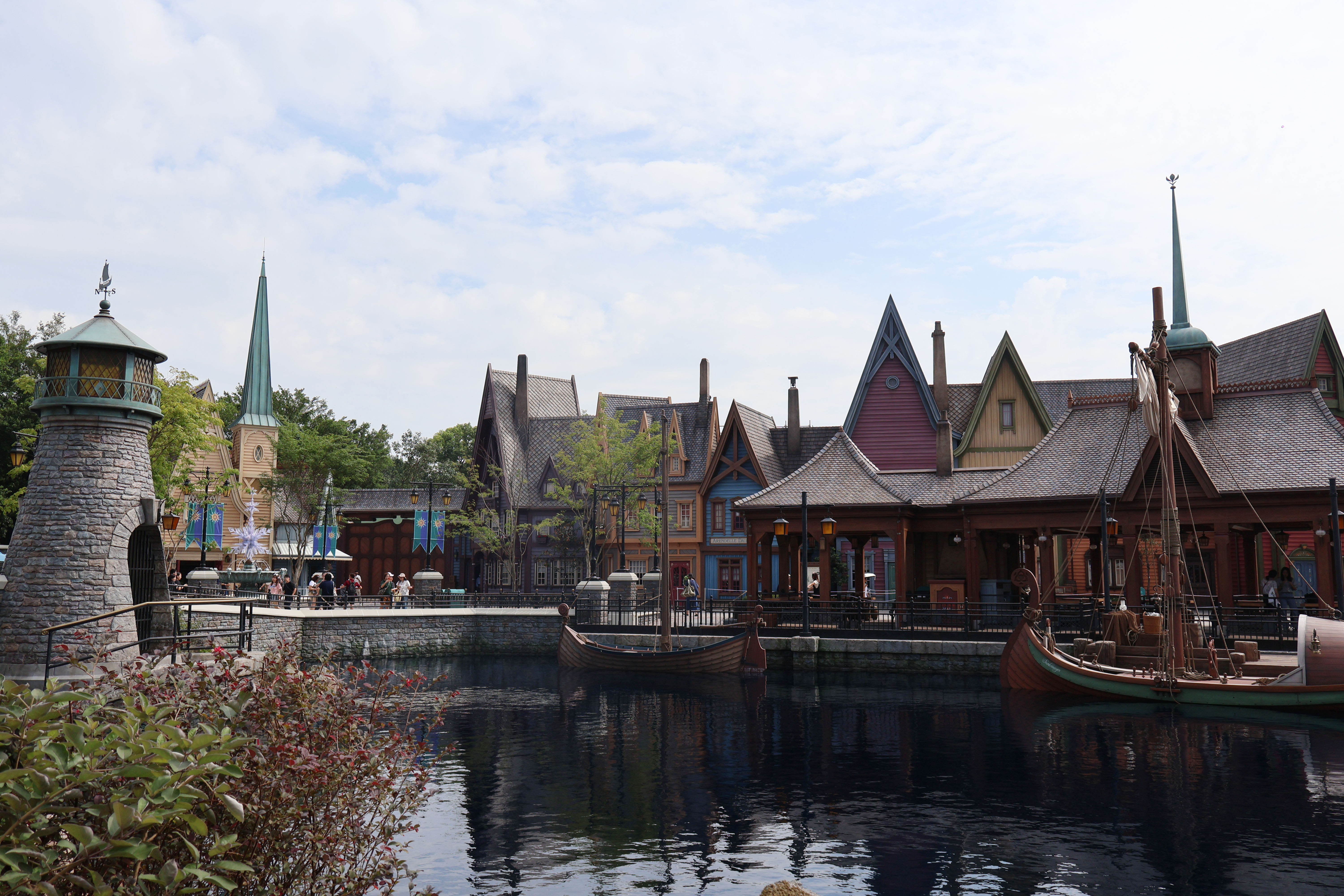
World of Frozen a Hong Kong Disneyland

Area che ricrea il regno immaginario di Arendelle del franchise Frozen.
Attrazioni
- Frozen Ever After
- Wandering Oaken's Sliding Sleighs

Ristoranti
- Golden Crocus Inn

- Bayside Wharf
- Forest Fare

Shopping
- Northern Delights
- Tick Tock Toys & Collectibles

## Novità in costruzione

### Nuove aree

#### Stark Expo Hong Kong
Il 22 novembre 2016 è stato annunciato che Tomorrowland sarebbe stata trasformata in un'area tematica Marvel, come parte di un massiccio piano di espansione di sei anni. Questa espansione vedrà la sostituzione di Buzz Lightyear Astro Blasters con un'attrazione a tema Marvel, Ant-Man and The Wasp: Nano Battle!, e la futura costruzione di altre attrazioni sul franchise Avengers che verranno completate entro il 2023.

## Hong Kong Disneyland Resort
Il complesso chiamato Hong Kong Disneyland Resort comprende le seguenti strutture:

### Intrattenimento
- Hong Kong Disneyland, unico parco a tema presente attualmente nel complesso.
- Inspiration Lake, un lago artificiale per scopi ricreativi che funge anche da fonte di irrigazione per il resort.

### Hotel
Il Resort comprende attualmente tre hotel:
- Hong Kong Disneyland Hotel, un hotel di 400 stanze tematizzato in stile vittoriano.
- Disney's Hollywood Hotel, un hotel in stile art déco di 600 camere ispirato alla Hollywood degli anni '30.
- Disney Explorers Lodge, un hotel a tema esplorativo di 750 camere con quattro aree tematiche: foresta pluviale polinesiana, asiatica, sudamericana e pianure africane. È attualmente il più grande hotel del resort e ha aperto il 30 aprile 2017.[31]